# Károly Iréneusz József
Károly Iréneusz József (Gönc, 1854. március 6. – Nagyvárad, 1929. március 13.) (Publikációiban általában a Károly Irén nevet vagy a Károly Irén József nevet használta), premontrei szerzetes, nagyváradi fizikus, a rádiótechnika egyik úttörője.

## Élete

### Tanulmányai
Gimnáziumi tanulmányait a Premontreiek Főgimnáziumában Kassán kezdte meg. Édesapja halála anyagi problémákat okozott, ezért felvételét kérte a piarista rendbe, és papnövendékként Kecskeméten érettségizett. A rend Selmecbányára küldte tanítani. Mennyiségtant, és természettant adott elő, közben az Akadémia előadásait hallgatva képezte magát. 1875-ben visszatért Kassára, kilépett a piarista rendből, és felvételét kérte a premontreiekhez. Még ez év október 17-én vált premontrei szerzetessé Jászón, öltötte magára a rend fehér ruháját és vette fel az Ireneusz (Irén) nevet. Ezután először mindkét keresztnevét használta, később általában Károly Irén néven publikált.
Megkezdett teológiai tanulmányait az innsbrucki egyetemen folytatta (1876–1877) majd betegsége miatt visszatért Jászóra, ahol egyháztörténelmet és neveléstant tanított és 1880. január 1-jén ünnepélyes fogadalmat tett, ezzel tagja lett a jászói premontrei kanonokrendnek, és áthelyezték ideiglenes tanári kinevezéssel 1881-ben a rend nagyváradi főgimnáziumába. Közben a kolozsvári egyetemen bölcsészet, fizika, matematika és földrajz tanári diplomát szerzett és az 1881-1882 tanévben már fizikát oktatott. 1882. évi pappá szentelését követően is képezte magát és Kolozsváron filozófia doktori címet is szerzett.

### Munkássága a Premontrei Főgimnáziumban
Károly Irén József közel 33 évig volt a nagyváradi premontrei gimnázium fizika és matematika tanára. Nemcsak jeles pedagógus volt, hanem nagy fontosságot tulajdonított a tudományos kutatásoknak, és gyakorlati megfigyeléseknek. Szabadideje nagy részét a fizika szertárban töltötte, amelyet mintaszerűen felfejlesztett. Nemcsak felhasználta a beszerezhető eszközöket, hanem önálló, eredeti darabokat is készített. Itt végezte a tudományos munkához szükséges kísérleteket. Az 1900–1901 iskolai évben drót nélküli távírót szerkesztett.

### Csatlakozás a 19-20. század fordulójának nagy fizikai felfedezéseihez
A 19. század utolsó évtizedeiben az elektromosság hatalmasat fejlődött. Erre az időszakra esik Heinrich Hertz munkássága is. 1893-tól Károly Irén is foglalkozott elektromos rezgéseket érintő vizsgálatokkal. Sokrétű tudományos kutatásaiból két terület emelkedik ki: az elektromágneses hullámok tanulmányozása, és a röntgensugarak vizsgálata. Előbbi témakörben 1895 és 1905 között tudományos értekezései jelentek meg. Külön fejezetet képeznek azonban a Hertz-hullámok híradástechnikai alkalmazhatóságával összefüggő, 1893-ban elkezdett kísérletei. 1895 tavaszán a fizika szertárból továbbított jeleket a 10 km távolságban lévő peceszentmártoni rendházban elhelyezett műszerekkel is érzékelték.
A 19. század végének kiemelkedő eseménye volt a röntgensugarak felfedezése, amely új korszak kezdetét jelentette a fizikában. Röntgen a würzburgi egyetem professzora 1895. december 28-án adta át a felfedezésről „egy újfajta sugárzásról” című tanulmányát. A budapesti egyetem fizika professzora és munkatársai az elsők között erősítették meg a felfedezés hírét. Röntgen kísérleteiről a híradásokból értesült Károly Irén, – és mivel a gimnázium felszereltsége lehetővé tette – maga is elkészítette első felvételeit. Németországba utazott, felkereste Röntgent és megtekintette a würzburgi laboratóriumot.

### A röntgensugár alkalmazása a gyógyászatban
A sugarak gyógyászat terén való jelentőségét 1896-ban ismerte fel, hamarosan megalkotta az első modern hazai röntgenlaboratóriumot. 1896. május 27-én a következő közérdekű közleményt bocsátotta ki Kotunovics Sándorral, a gimnázium akkori igazgatójával közösen: 
Humánus célból a nagyváradi és Bihar-megyei szenvedők részére, akik Röntgen-sugarakkal akarják bajaik helyét megállapítani, gyűjtést rendezünk egy e célra szolgáló nagyobb eszköz beszerzésére. Az eszköz a nagyváradi premontrei főgimnázium tulajdona marad. A szertárban ingyen eszközli a felvételt a szaktanár.
 A felhívásra 1114 forint gyűlt össze, melyből berendezhették a laboratóriumot.
Hamarosan megnyílt Magyarország első röntgenlaboratóriuma a nagyváradi Premontrei Gimnáziumban, melyet a legkorszerűbb gépekkel szereltek fel. A betegeket ingyenesen vizsgálta meg, valamint azt is elérte, hogy egy helyi fényképész ingyen bocsátsa rendelkezésére a felvételekhez szükséges lemezeket.

### Nagyvárad villamosítása
Emellett középiskolában is tanított, és foglalkozott Nagyvárad városának problémáival is. A nagyváradi röntgenlaboratórium gyenge pontja a korszerűtlen áramforrás volt. 1900-tól dolgozott a város villamosvilágításának megoldásán is, – Nagyváradon 1872 óta gázvilágítás volt – tervet dolgozott ki a villamosenergia olcsó kihasználására, mely a város közelében folyó Jád-patak vizét is hasznosította volna. Már 1901-ben pályázatot hirdettek a város villamosítására, melyet a Ganz és Társa Rt. nyert el. A villamosmű felügyelő bizottságának tagja 1902–1918 között.

### Oktatói munka a kolozsvári egyetemen (1906-1918)
1901-ben, érdemei elismeréseként a városi törvényhatóság bizottsági tagjává választották, 1906-ban a kolozsvári egyetem a matematikai és természettudományi karán magántanárrá, s a bölcsészet rendes tanárává habilitálta. Emiatt hagyta ott 1913. január 1-jén a nagyváradi Premontrei Főgimnáziumot, ahol 32 és fél évig tanított.
1916-ban középiskolás fizikai tanulmányi versenyek megrendezésére jelentős összegű alapítványt tett. Ezeket a versenyeket, melyet róla neveztek el, évenként rendezték meg.

### 1918 után
Az I. világháborút követő történelmi események Károly Irén számára nehéz időszakot eredményeztek. Nagyvárad Romániához került, a Jászói Prépostsággal megszakadtak a kapcsolatok. A gimnázium ügyének intézésére tanács alakult, tagjaként Károly Irénnel, aki gyakorlatilag egyedül intézte az ügyeket az iskola 1923. évi felfüggesztéséig. Az iskola elvesztése testileg, és lelkileg is megrendítette, betegségei elhatalmasodtak. Néhány hónapot töltött Gödöllőn a premontrei gimnáziumban.
Károly Irén József 1929. március 13-án halt meg Nagyváradon, temetési menetének útvonalán végig égtek az izzólámpák, így búcsúzott tőle a város és a villamosmű, amelyekért életében oly sokat harcolt, és tett.

## Munkásságának összefoglalása
A rádiótechnika úttörője; a nagyváradi városi villamosmű megalapításának eszmei kezdeményezője, el is készítette egy Nagyváradot villamos energiával ellátó vízi erőmű tervét. 1895-ben laboratóriumában szikratávírót szerkesztett, 1896-ban, pár hónappal Wilhelm Conrad Röntgen nagy jelentőségű felfedezését követően sikeresen kísérletezett az átható képességű sugarakkal.
Érdeme Közép- és Kelet-Európa első orvosi célra alkalmazott röntgen-laboratóriumának felszerelése a nagyváradi főgimnázium szertárában. Tudományos közleményei, melyek aláírásánál Ireneusz-ból magyarított szerzetesi nevét Irén) is használta, a budapesti Mathematikai és Physikai Lapok, Mathematikai és Természettudományi Értesítő, a lipcsei Annalen der Physik und Chemie s más szaklapok hasábjain jelentek meg; Nagyvárad törvényhatósági bizottságának tagjaként szóban és írásban a Nagyvárad, Nagyváradi Napló, Tiszántúl, Szabadság c. napilapokban 1921-ig szolgálta a város érdekeit.
Kiváló egyéniségét egykori tanítványai, Tabéry Géza, Dutka Ákos, Salamon László visszaemlékezéseikben idézik; Heinrich László könyvet írt róla.

## Művei
- Schopenhauer és az akaratszabadság; Hűgel Ottó Kny., Nagyvárad, 1886

## Emlékezete
Albertfalván utcát neveztek el róla. Nagyváradon 1999 óta minden év márciusában róla elnevezett művelődéstörténeti vetélkedőt tartanak középiskolásoknak.

## Kapcsolódó információk
- Bujdosó Ernő: Károly József Irén fizikai munkássága. Fizikai Szemle, Budapest, 1960/1.
- Salamon László: Váradi eszmélkedés. Korunk, 1971/5.
- Miholcsa Gyula: Károly Irenaeus József (dokumentumfilm, 2012 nov. 12) Online: